# 阿加流比賣神
阿加流比賣神（日语：アカルヒメノカミ）為《記紀》二書裡出現、由代表太陽的赤玉幻化而成的女神。

## 概要

### 古事記之記載
據《古事記》中卷記錄，昔日有新羅國主之子，名謂天之日矛，乃渡來人。新羅國有一個名為阿具奴摩（（日語）アグヌマ）的湖泊，白天有一女子躺在湖邊睡覺，太陽光耀如虹照向該女子陰部。有個男子見狀，等此女醒來後生下一塊赤玉，向她乞討其玉並掛於腰間。該男子原來是在山谷間耕田的農夫，某日牽一頭牛馱著飲食走入山谷時遇到王子天之日矛，他懷疑牛的來源而下令逮捕。農夫解釋他並非要吃掉這隻牛，而是運送餐食給山谷間的其他農人。王子依然不信，故農夫取下腰間的赤玉贈予，這下才獲釋。天日槍將赤玉置於床邊，赤玉化作一個美麗的女子與他結婚。婚後妻子天天做山珍海味給王子吃，日漸奢傲的王子不時打罵她，於是此女乘小舟逃到難波（今大阪市），乃比賣許曾社的阿加流比賣神。

### 日本書紀之記載
在《日本書紀》卷第六垂仁天皇2年條中記錄著任那人蘇那曷叱智（（日語）そなかしち）及意富加羅國（（日語）おほからのくに，即伽倻）王子都怒我阿羅斯等（（日語）つぬがあらしと，該書又云別名「于斯岐阿利叱智干岐（（日語）うしきありしちかんき）」）的故事。
這故事描述蘇那曷叱智晉見垂仁天皇後，帶回後者賞賜之赤絹一百匹欲獻任那國王，中途卻被新羅人搶走禮物，兩國之糾紛爭端始於此。另有一自稱意富加羅國王子都怒我阿羅斯等乘舟抵越國笥飯浦，希望歸順天皇。但剛好遇到崇神天皇駕崩，三年後他向垂仁天皇表達返回故鄉之意，賜赤織絹並更改其國號為彌摩那（（日語）みまな，即任那）。新羅人聽到都怒我阿羅斯等帶回赤織絹，起兵搶奪之，故兩國互生嫌隙。照這兩個故事看來，蘇那曷叱智及都怒我阿羅斯等實為同一人。
某日有隻黃牛駝著耕田器具消失，都怒我阿羅斯等循跡找到郡中一戶人家。這時有位老人說此牛應該被殺食了，戶主會提出以物賠償之議，則要求以郡內祭神賠償。後來果真如老者所言，黃牛已被殺且戶主希望以物賠償，阿羅斯等便要求郡內祭神，乃一白石也。這顆神石被置於寢室內，化成一美麗童女，但在阿羅斯等去別處時離開，朝著東方走。童女飄洋過海入日本國，在難波（今大阪市）及豐國國前郡（今大分縣）成為比賣語曾社神，故此童女即為阿加流比賣神。

### 攝津國風土記之記載
如今《攝津國風土記》全書雖已散逸，但《萬葉集註釋》引文亦留下關於阿加流比賣神的吉光片羽：應神天皇時代，有位新羅的女神逃到筑紫國（今福岡縣）伊波比的比賣島定居，不過由於容易被丈夫找到，她又搬遷至難波附近、同樣名為「比賣島」的地方。

## 解說
《古事記》所載一女子被日光照射陰部，產下一顆蛋，再從蛋中赤玉化作阿加流比賣神。類似的卵生神話散見於東亞各地，譬如高句麗始祖高朱蒙、金官伽倻創建者金首露、新羅始祖朴赫居世居西干等人皆是從蛋裡破殼而出。

## 信仰
祭拜阿加流比賣神的神社主要有：
- 比賣許曾社（日语：比売許曽神社）（大阪市中央區）
- 赤留比賣命神社（大阪市平野區）

## 內部連結
- 天日槍
- 都怒我阿羅斯等

## 脚注
1. ↑  請見《岩波文庫：日本書紀（二）》，坂本太郎、井上光貞、家永三郎、大野晉合著，岩波書店，補注6。

## 外部連結
- （日語）天日槍神アメノヒボコノカミ （页面存档备份，存于）